# Denis Suárez
Denis Suárez Fernández (ur. 6 stycznia 1994 w Salceda de Caselas) – hiszpański piłkarz występujący na pozycji pomocnika w hiszpańskim klubie Villarreal CF oraz w reprezentacji Hiszpanii.

## Kariera klubowa
Suárez rozpoczął swoją karierę w juniorskich zespołach Porriño Industrial oraz Celty Vigo, jednak już w 2011 dołączył do angielskiego Manchesteru City.
23 maja 2011 Suárez oficjalnie został graczem Manchesteru City, który w wyścigu o pomocnika uprzedził FC Barcelonę, Chelsea oraz Manchester United.
Suárez pojechał wraz z pierwszym zespołem na przed sezonowe zgrupowanie i wystąpił w sparingowym spotkaniu z Los Angeles Galaxy, zastępując na boisku w 88. minucie Edina Džeko. Znalazł się także na ławce rezerwowych podczas meczu Pucharu Ligi Angielskiej z Birmingham City. W kolejnej rundzie tych rozgrywek zanotował wreszcie swój oficjalny debiut w pierwszej drużynie, gdy w 67. minucie wygranego 5:2 spotkania z Wolverhampton Wanderers zmienił na murawie Samira Nasriego. 17 maja 2012 Suárez wystąpił w meczu zespołu rezerw z drugą drużyną Manchesteru United w ramach rozgrywek Manchester Senior Cup, który to mecz Manchester City przegrał 0:2. W 2012 Suárez został wybrany przez kibiców najlepszym młodym zawodnikiem Manchesteru City.
22 sierpnia 2013 podpisał dwuletni kontrakt z FC Barceloną B. 8 września zadebiutował w nowych barwach podczas zremisowanego 2:2 spotkania z CD Tenerife, gdy w 46. minucie pojawił się na boisku.
16 czerwca 2014 został na dwa lata wypożyczony do Sevilli w ramach rozliczenia za transfer Ivana Rakiticia.
29 sierpnia 2015 podjęto decyzję o skróceniu wypożyczenia Suáreza, a następnie sprzedaniu go do Villarreal CF.
4 lipca 2016 FC Barcelona na swojej oficjalnej stronie ogłosiła informację o kupnie Suáreza.
31 stycznia 2019 został wypożyczony do Arsenalu za kwotę 2,50 mln €.

## Kariera reprezentacyjna
Suárez ma za sobą grę w reprezentacji Hiszpanii do lat 17, dla której zdobył dwie bramki, w meczach z Mołdawią oraz Irlandią Północną. Był także członkiem zespołu U-19, który w 2012 sięgnął po młodzieżowe Mistrzostwo Europy. W trakcie całego turnieju Suárez wystąpił w sześciu spotkaniach przez w sumie 284 minuty oraz zdobył dwa gole, zaś w finałowym meczu z Grecją pojawił się na murawie w 71. minucie.
W dorosłej reprezentacji zadebiutował 29 maja 2016 w wygranym 3:1 meczu z Bośnią i Hercegowiną.

## Statystyki kariery
(aktualne na dzień 17 stycznia 2019)
| Klub               | Sezon              | Liga               | Liga  | Liga   | Puchar kraju | Puchar kraju | Puchar ligi | Puchar ligi | Europa | Europa | Inne  | Inne   | Suma  | Suma   |
| Klub               | Sezon              | Liga               | Mecze | Bramki | Mecze        | Bramki       | Mecze       | Bramki      | Mecze  | Bramki | Mecze | Bramki | Mecze | Bramki |
| ------------------ | ------------------ | ------------------ | ----- | ------ | ------------ | ------------ | ----------- | ----------- | ------ | ------ | ----- | ------ | ----- | ------ |
| Celta B            | 2009/10            | Segunda División B | 4     | 0      | 0            | 0            | –           | –           | –      | –      | –     | –      | 4     | 0      |
| Celta B            | 2010/11            | Segunda División B | 11    | 0      | 0            | 0            | –           | –           | –      | –      | –     | –      | 11    | 0      |
| Celta B            | Razem              | Razem              | 15    | 0      | 0            | 0            | –           | –           | –      | –      | –     | –      | 15    | 0      |
| Manchester City    | 2011/12            | Premier League     | 0     | 0      | 0            | 0            | 1           | 0           | 0      | 0      | –     | –      | 1     | 0      |
| Manchester City    | 2012/13            | Premier League     | 0     | 0      | 0            | 0            | 1           | 0           | 0      | 0      | –     | –      | 1     | 0      |
| Manchester City    | Razem              | Razem              | 0     | 0      | 0            | 0            | 2           | 0           | 0      | 0      | –     | –      | 2     | 0      |
| FC Barcelona B     | 2013/14            | Segunda División   | 36    | 7      | 0            | 0            | –           | –           | –      | –      | –     | –      | 36    | 9      |
| Sevilla FC (wyp.)  | 2014/15            | Primera División   | 31    | 2      | 5            | 1            | –           | –           | 10     | 3      | –     | –      | 46    | 6      |
| Villarreal CF      | 2015/16            | Primera División   | 33    | 4      | 2            | 0            | –           | –           | 13     | 1      | –     | –      | 47    | 5      |
| FC Barcelona       | 2016/17            | Primera División   | 26    | 1      | 7            | 2            | –           | –           | 1      | 0      | 2     | 0      | 35    | 3      |
| FC Barcelona       | 2017/18            | Primera División   | 18    | 2      | 5            | 1            | –           | –           | 3      | 0      | 1     | 0      | 26    | 3      |
| FC Barcelona       | 2018/19            | Primera División   | 2     | 0      | 4            | 2            | –           | –           | 2      | 0      | 0     | 0      | 8     | 2      |
| FC Barcelona       | Razem              | Razem              | 46    | 3      | 16           | 5            | –           | –           | 6      | 0      | 3     | 0      | 70    | 8      |
| Ogólnie w karierze | Ogólnie w karierze | Ogólnie w karierze | 158   | 16     | 23           | 6            | 2           | 0           | 29     | 4      | 2     | 0      | 214   | 28     |

## Sukcesy

### Sevilla
- Liga Europy UEFA: 2014/2015

### FC Barcelona
- Mistrzostwo Hiszpanii: 2017/2018
- Puchar Króla: 2016/2017, 2017/2018
- Superpuchar Hiszpanii: 2016, 2018

### Hiszpania
- Mistrzostwo Europy U-19: 2012